# Sinularia pumila
Sinularia pumila is een zachte koraalsoort uit de familie Alcyoniidae. De koraalsoort komt uit het geslacht Sinularia. Sinularia pumila werd in 2010 voor het eerst wetenschappelijk beschreven door Dautova, van Ofwegen & Savinkin. 